# Paco Tous
Francisco Martínez Tous (n. 10 mai 1964, Sevilla, Andaluzia, Spania), cunoscut ca Paco Tous, este un actor spaniol. El este cel mai bine cunoscut pentru rolurile sale principale ca Paco în serialul de televiziune Los hombres de Paco și ca Agustín "Moscú" Ramos în La casa de papel, care a avut premiera în 2017.